# 臺南市私立天仁高級工商職業學校
臺南市私立天仁高級工商職業學校簡稱天仁工商，是一所位於臺南市學甲區的私立高級職業學校，也是台南縣第一所職業學校，2015年董事會決議停招。停招後，該校校地捐贈台南市政府。2021年經臺南市政府向中華民國文化部爭取獲同意，預計規劃整建轉型改為「臺南市傳統藝術中心」。

## 校史

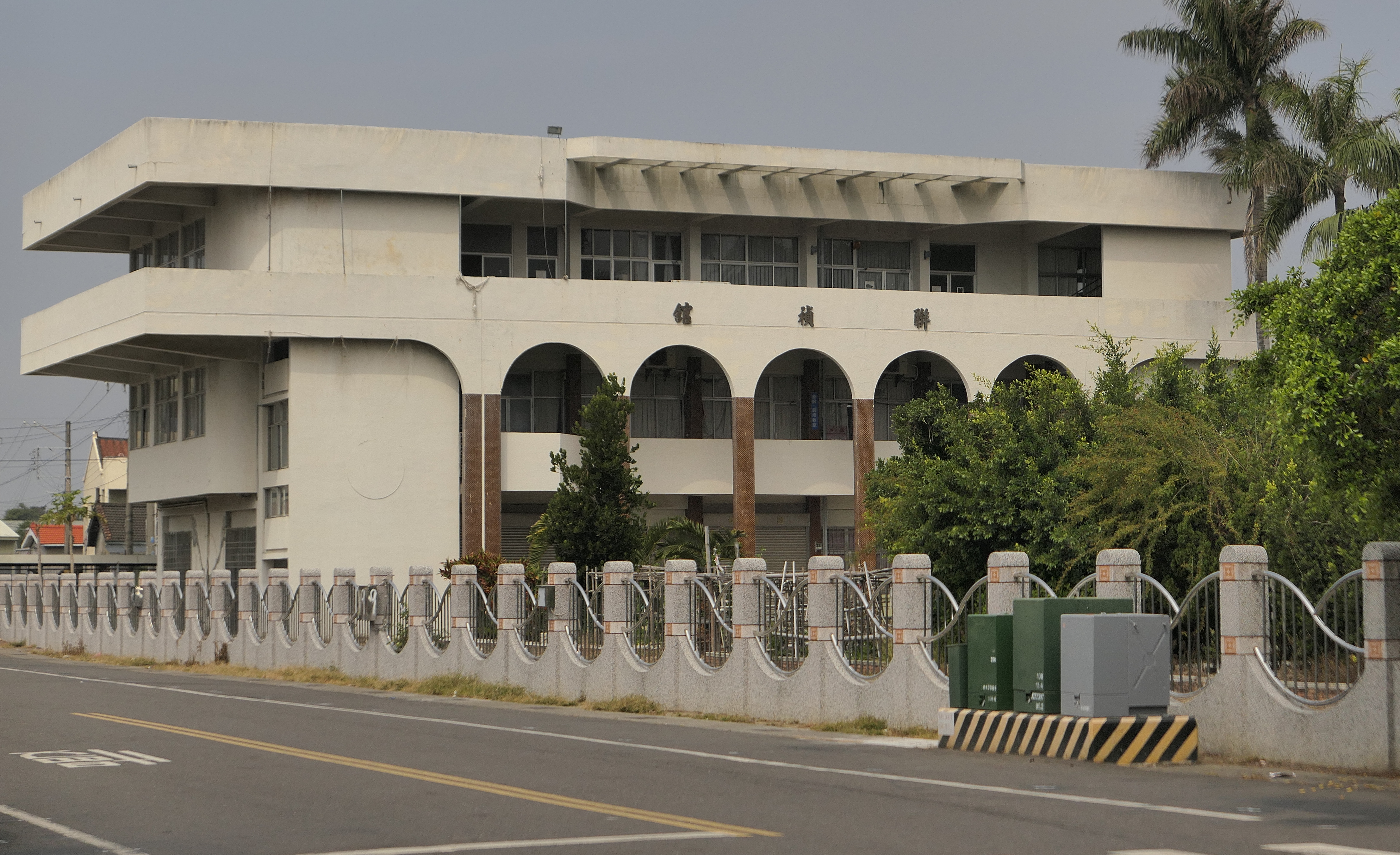
聯禎館

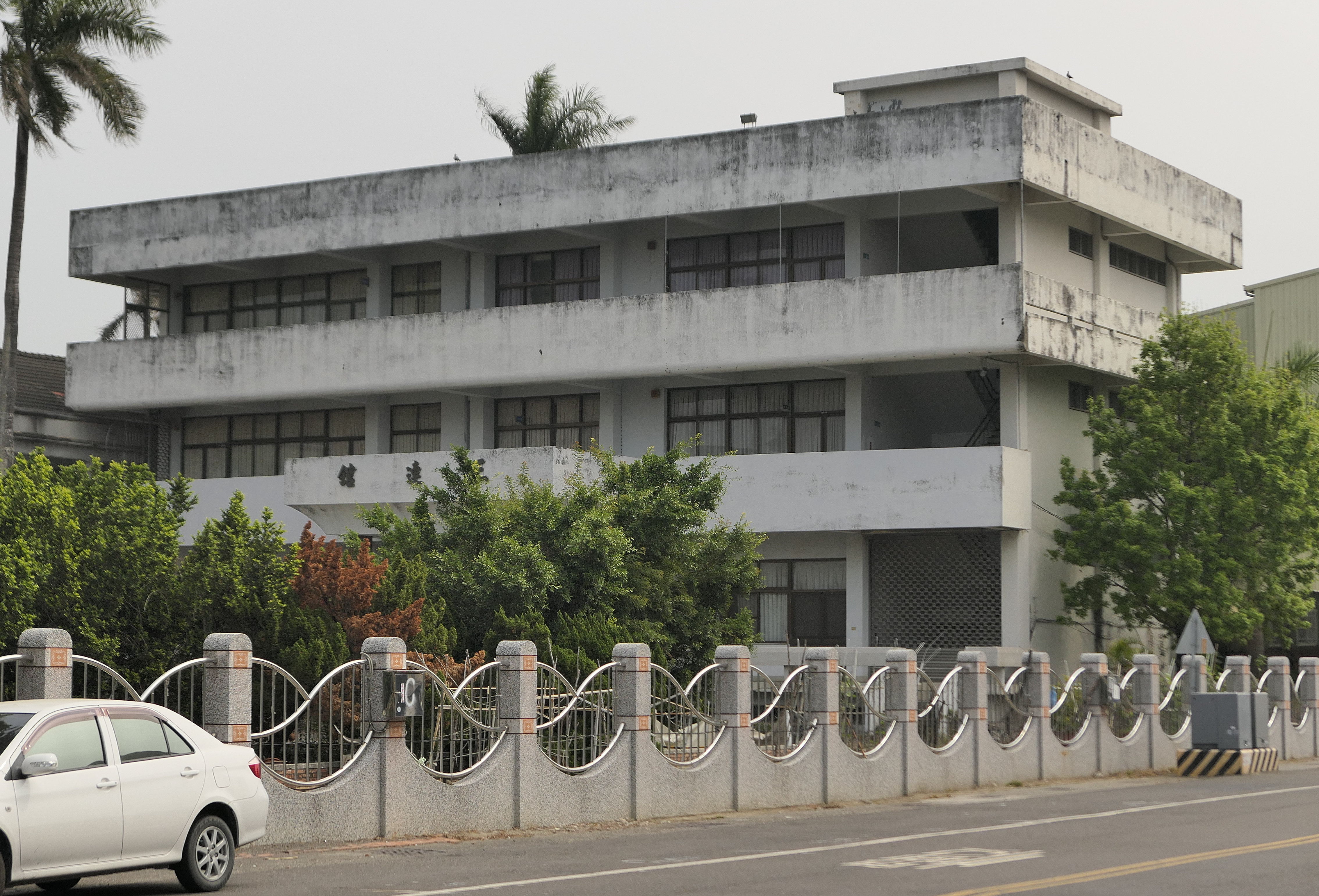
三連館

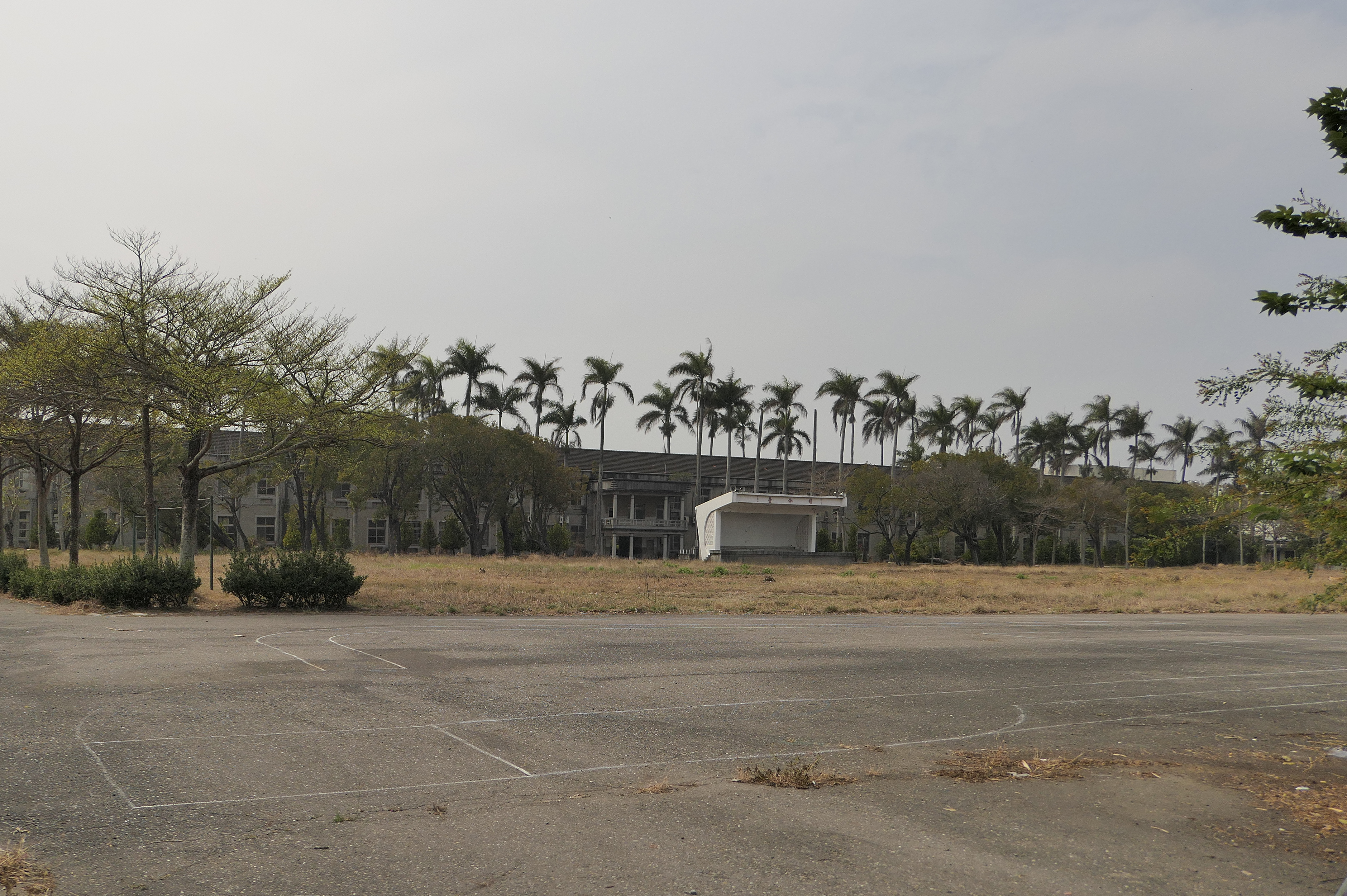
操場

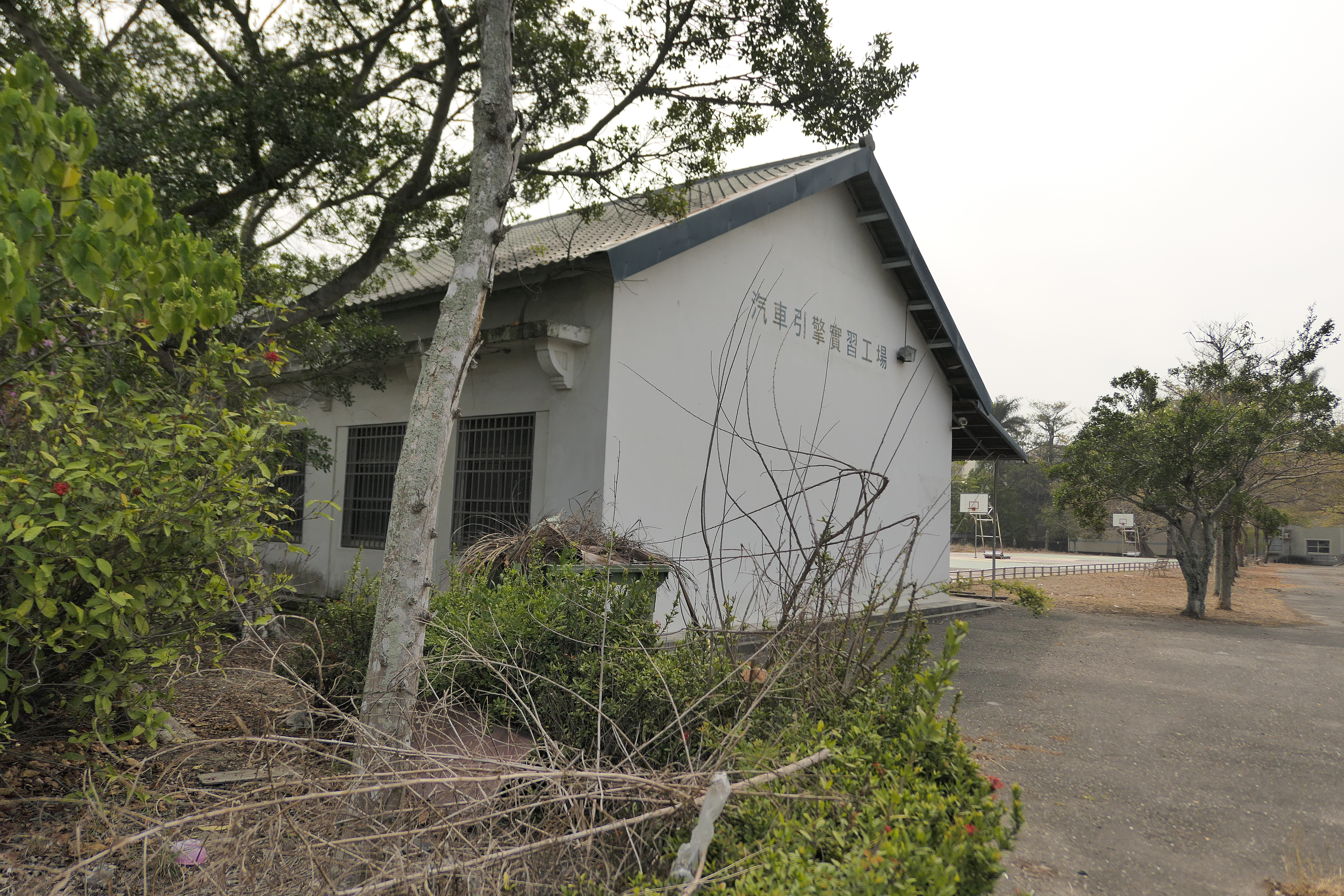
汽車引擎實習工場。該建物原是「學甲公學校」的校舍。

天仁工商是由學甲當地實業家龔聯禎所捐資創立，1957年10月開始籌備興建校舍。隔年4月校舍略具雛形，於是聘請吳三連、黃朝琴、高文瑞、陳華宗、黃逢平、李六、陳益茂、莊維藩、吳煥堂、毛昭江、吳石山、林振慶、林迺敏、謝星輝等人成立董事會，推選吳三連擔任第一任董事長，並聘任吳石山為首任校長定名為「台南縣私立天仁高級商工職業學校」，當時設有商業、機械科。1962年7月將校名「商工」改為「工商」，校名為「私立天仁高級工商職業學校」。極盛時期，日間部有1000多人，夜間補校400多人2015年，董事會決定，將從104學年度開始，停止招生。

### 歷任校長
- 1.吳石山(1958.08-1962.08)
- 2.高文瑞(1962.08-1975.08)
- 3.林秋龍(1975.08-1990.06)
- 4.賴英仁(1990.06-1996.07)
- 5.楊茂永(1996.07-2002.07)
- 6.蔡崇發(2002.07-2006.07)
- 7.林英芳(2006.08-2014.07)
- 8.王宏仁(2014.07-2015.07)